# Haardtrand – Wolfsteig
Das Naturschutzgebiet Haardtrand – Wolfsteig liegt auf dem Gebiet des Landkreises Südliche Weinstraße in Rheinland-Pfalz. Das 56,15 ha große Gebiet, das mit Verordnung vom 8. Dezember 1989 unter Naturschutz gestellt wurde, erstreckt sich westlich der Ortsgemeinde Pleisweiler-Oberhofen. Direkt am südlichen Rand fließt der Hirtenbach, östlich verläuft die B 48.
Es handelt sich um ein Gebiet mit vielfältigem Nutzungsmuster aus Rebflächen unterschiedlicher Bewirtschaftungsintensität, Obstgrundstücken, Gebüsch- und Saumbiotopen, Wald- und Waldrandflächen, Trockenmauern und Weinbergsterrassen.

## Tourismus
Unmittelbar entlang des südlichen Rand des Naturschutzgebiets verläuft der Prädikatswanderweg Pfälzer Weinsteig.